# Ronald James Sider
Ronald James Sider (* 17. September 1939 in Stevensville, Ontario, Kanada; † 27. Juli 2022 in Lansdale, Pennsylvania, Vereinigte Staaten) war ein kanadischer Historiker, Theologe, Sozialaktivist, Gründer des Think-Thank Evangelikale für soziale Aktion und Professor für Theologie, Diakonie und Politik am Palmer Theologischen Seminar in Wynnewood, Pennsylvania. Er galt als einer der führenden Linksevangelikalen (amerikanisch: Red-Letter Christians), die das Evangelium mit sozialem und politischem Engagement verbinden.

## Leben
Sider war ein Sohn eines kanadischen Pastors der täuferisch-mennonitischen Brethren in Christ Church und wuchs in Ontario auf. Er studierte an der lutherischen Universität von Waterloo (heute: Wilfrid Laurier-Universität) und erhielt einen Bachelor in europäischer Geschichte. Während dieses Studiums kam er in Kontakt mit Personen von InterVarsity Christian Fellowship, die ihn ermutigten, eine wissenschaftliche Karriere anzustreben. Er schloss sein Geschichtsstudium mit einem Master und Doktortitel an der Universität Yale ab. 1968 nahm er eine Einladung des Messiah College an, das in der Innenstadt Philadelphias liegt, wo er danach lehrte. In diesem Stadtteil erlebte er Rassismus, Armut und Gleichgültigkeit vieler Christen. Deshalb schrieb er 1977 ein Buch über reiche Christen im Zeitalter des Hungers, um sein Umfeld aufzurütteln, mit dem Titel: Rich Christians in an Age of Hunger: Moving from Affluence to Generosity. Seither wurde dieses Werk auch in andere Sprachen übersetzt und es wurden davon 350'000 Exemplare verkauft. Sider arbeitete unermüdlich weiter an biblischen Antworten gegen die herrschende soziale Ungerechtigkeit.
1973 veröffentlichte Sider mit 52 Gleichgesinnten die Chicago-Erklärung für soziale Anliegen, 1993 folgte dann die 2. Chicago-Erklärung Ein Ruf zur evangelischen Erneuerung. 2004 unterzeichnete er das Dokument Bekennende Christen in einer Welt der Gewalt. 2008 schaltete er mit Menschenrechtsaktivisten und Religionsführern eine ganzseitige Anzeige in den New York Times, um „Gewalt und Einschüchterung zu brandmarken, egal ob Opfer Gläubige, Homosexuelle oder sonst jemand sind.“ Als konsequenter „Pro-Life“-Vertreter forderte er seine Mitchristen auf, sich gegen Abtreibung, Todesstrafe, Kernwaffen, Hunger und andere lebensvernichtende Praktiken zu stellen und sich uneingeschränkt fürs Leben und die Menschenwürde zu engagieren. 2009 unterstützte er sowohl die Sozialenzyklika Caritas in veritate von Papst Benedikt XVI. und die ökumenische Manhattan-Erklärung gegen Abtreibung und gleichgeschlechtliche Ehen aus Gewissensgründen. 2011 war er in der Schweiz und sprach in Biel über das notwendige soziale und politische Engagement von Christen jenseits der Parteigrenzen.

## Privates
Sider war verheiratet mit Arbutus Lichti. Aus der Verbindung gingen drei Kinder hervor. Er lebte zuletzt im deutschen Viertel von Philadelphia und gehörte zur Grantham und Oxford Circle Mennonitenkirche. Ein Sohn ist Theodore Sider, der Philosophieprofessor an der Cornell-Universität in Ithaca, New York, ist.

## Werke
Sider veröffentlichte über 20 Bücher sowie Hunderte von Artikeln in religiösen und säkularen Zeitschriften zu einer Vielzahl von Lebens- und Glaubensthemen und war Herausgeber des PRISM-Magazins. Folgende Bücher wurden ins Deutsche übersetzt:
- Andreas Bodenstein von Karlstadt: The Development of his Thought 1517-1525, Brill, Leiden 1974
- Rich Christians in an Age of Hunger: Moving from Affluence to Generosity. Intervarsity 1977*
  - Der Weg durchs Nadelöhr. Christen und Welthunger. Aussaat, Neukirchen 1978. (5. Auflage 1986. ISBN 978-3-7615-3122-8).
- Christ and Violence. Herald, Scottdale (Pennsylvania) 1979
  - Jesus und die Gewalt. Bundes-Verlag, Witten 1982. ISBN 978-3-88744-001-5
- mit Richard K. Taylor: Nuclear Holocaust and Christian Hope. Intervarsity, Downers Grove
  - Abkehr vom Götzen. Biblische Hoffnung als Wegweiser aus dem atomaren Wahnsinn. Aussaat, Neukirchen 1984. ISBN 3-7615-2331-9
  - ... denn sie tun nicht, was sie wissen. Die schwierige Kunst, kein halber Christ zu sein. Brendow, Moers 1995. ISBN 978-3-87067-601-8
  - Die Jesus-Strategie: „Bisher haben wir das Evangelium nur gepredigt. Jetzt wird es Zeit, es auch zu Leben!“. Brendow, Moers 1997. (Neuauflage 2010. ISBN 978-3-86506-321-2)